# Bryocodia
Bryocodia es un género de polilla perteneciente a la familia Arctiidae.